# Лхаки Долма
Лхаки долма — бутанская актриса и политик, член Национального совета Бутана с мая 2018 года.

## Образование
Лхаки Долма училась в школе культурных и религиозных исследований. Затем она получила степень бакалавра языка и культуры в колледже изучения языка и культуры при Королевском университете Бутана.
Лхаки также имеет степень аспиранта в области управления, полученную в Королевском институте менеджмента в Тхимпху

## Кинокарьера
Лхаки Долма снялась в 18 фильмах. Ее выступление в фильме «Чепай Бху» принесло ей награду за лучшую женскую роль на первой Национальной кинопремии в 2002 году. С тех пор Лхаки стала одной из самых востребованных артисток Бутана.

## Государственная служба
Лхаки Долма успешно сдала престижные экзамены по отбору на государственную службу и продолжила работу в Министерстве сельского хозяйства и лесов.
Получить работу в правительстве — мечта большинства образованных бутанцев. Однако через три года Лхаки покинула должность на государственной службе, чтобы продолжить карьеру в кино, где возобновила свою актерскую жизнь, а также начала писать сценарии, продюсировать и режиссировать художественные фильмы.

## Политическая карьера
Долма была востребована всеми политическими партиями до выборов 2013 года из-за своей популярности. Однако она выбрала беспартийный Национальный совет — верхнюю палату парламента, представляющую ее родной округ Пунакха.
Лхаки одержала уверенную победу над восемью соперниками, состоявшими из опытных политиков и новичков.
Она находится очень близко к своему родному избирательному округу и часто там бывет, главным образом благодаря непосредственной близости к столице страны Тхимпху, где у Лхаки есть свой офис вместе с другими парламентариями.

## Личная жизнь
Лхаки замужем, имеет двух дочерей и сына.